# Discord
Discord（ディスコード）は、Windows・macOS・Linux・Android・iOS・Webブラウザで動作する、インスタントメッセージ（コミュニケーションサービス・チャットアプリ）・ビデオ通話・音声通話・VoIPフリーウェアである。アメリカ合衆国で開発されており、2024年時点で登録ユーザ数は5億6,000万人近くに達している。

## 歴史

### リリースまで
Discordのコンセプトは、モバイルソーシャルゲームプラットフォームであるOpenFeintを創設したジェイソン・シトロン（Jason Citron）と、同じくソーシャルゲームプラットフォームであるGuildworkを創設したスタン・ヴィシュネフスキー（Stanislav Vishnevsky）に由来する。
シトロンは2011年にOpenFeintを1億400万米ドルでグリーに売却し、その資金で2012年にゲーム開発スタジオHammer & Chiselを設立した。彼らの最初の製品はFates Foreverで、シトロンはモバイルプラットフォーム初のMOBAゲームとして期待していたが、商業的に成功することはなかった。
開発過程において、シトロンはファイナルファンタジーXIVやLeague of Legendsなどのゲームで、既存のVoIPソフトウェアを使用して戦術を練ることが、チームにとっていかに難しいことであるかに気づいた。これが、遅延を最小限に抑え、ユーザーの使いやすさを重視したチャットサービスの開発につながった。
Discordという名前は、「クールな響きで『話す』ことに関係がある」「言いやすく、綴りも覚えやすい」「商標やウェブサイトで使用できる」という理由で選ばれた。加えて、「ゲームコミュニティにおける不和」が、彼らが解決したい問題だったという。

### リリース後
そして2015年5月にドメイン名「discordapp.com」でDiscordがリリースされた。Hammer & Chiselは、YouWebを通じて9人以上のインキュベータから開発資金を調達した。
2015年、ファイナルファンタジーXIVのゲームコミュニティに対して使ってみないかと投げかけたところ、初日の利用者数は600人だったという。
Discordは、Twitchの人気ユーザーやStar Citizenのゲームコミュニティなど、eSportsとLANトーナメントのゲーマーによって普及していった。サービス名と同名の会社はOpenFeintの創設者ジェイソン・シトロンによって設立された。
2018年4月、MicrosoftはXbox LiveユーザーにDiscordのサポートを開始し、DiscordとXbox Liveのアカウントをリンクさせ、Discordを通じてXbox Liveのフレンドリストと接続できるようにすることを発表した。
2019年5月30日、Discordの日本向けのTwitterアカウントが開設された。当時のユーザー名は「@discordapp_jp」。認証済みアカウントとなったのは2020年1月。

### 2020年代
2020年3月、ブランディングイメージを「ゲーム専用グループチャット」から「コミュニティと友人のためのチャット」へと変更し、サーバテンプレートの機能を実装した。これは、新型コロナウイルス感染症のパンデミックによるユーザー増加や利用方法の多様化への対応の一環であった。
2020年4月、DiscordのTwitterユーザー名が「@discordapp」から「@discord」に変更された。2020年5月には、ドメインを「discordapp.com」から「discord.com」に変更した。
2020年6月より、Discordはビデオゲームに特化したものから、より汎用的なコミュニケーションとあらゆる機能を持つチャットクライアントに焦点を移すことを発表し、新しいスローガン「話せる、あなたの居場所（Your place to talk）」を発表し、ウェブサイトを刷新した。また、クライアント内で使用するゲーム用のジョークの数を減らし、新規登録者へのサポートを強化し、サーバーの容量を高めるなどの変更も予定されているとのこと。同社は、これらの変更のために1億ドルの追加投資を受けたと発表した。
2021年3月、複数の企業がDiscordの買収を検討しており、Microsoftが推定100億ドルで有力な買い手として名前が挙がった。しかし、DiscordはMicrosoft側の提案を拒否し交渉は終了。買収には至らなかった。

Discordの古いロゴタイプ（2015 - 2021）

2021年5月、Discordはリリースから6周年を記念して、ゲームコントローラーの形をした「Clyde」と呼ばれるロゴマークと、"Discord"のロゴタイプを変更した。新しいロゴタイプはフォント「Ginto」を元に作成され、色彩は既存のものより明るいものへと変更された。そしてスローガンを「想像してみよう（Imagine a Place）」に変更し、追加のキャッチフレーズを付けやすくなると考えたが、これらの変更はユーザーからの反発と批判を浴びた。同時期にはソニー・インタラクティブエンタテインメントとパートナーシップを締結し、2022年前半にはPlayStation NetworkでDiscordが利用できるように取り組んでいると発表した。
2021年7月、Discordは人工知能（AI）を使って攻撃的なメッセージを検知するツールを開発するサービス「Sentropy」を買収した。この買収により、SentropyのツールはDiscordサーバーの監視に特化したものとなり、「ユーザーへの嫌がらせを防ぐ」というDiscordの目標に貢献することになった。
2021年9月、Googleは、Discordで約3,600万のサーバーに導入されていた音楽Bot、GroovyとRythmの開発者に排除通知を送信した。これらのBotは、YouTubeから広告を再生せずに曲（動画）をリクエストして再生することができる機能を持っていた。2週間後、DiscordはYouTubeと提携して、DiscordでYouTubeの動画を一緒に視聴できる「Watch Together」機能のテストを開始した。
2022年9月、Xbox ネットワークアカウントとDiscordを連携することで、Xbox Series X/S、Xbox OneでDiscordボイスチャットが利用できるようになった。また、2023年9月のアップデートでゲーム画面のストリーミング配信にも対応した。
2023年3月、PlayStation NetworkアカウントとDiscordを連携することで、PlayStation 5でDiscordボイスチャットを利用することができるようになった。なお、当初はボイスチャットを利用するためにパソコンやスマートフォンを使用する必要があったが、2024年6月にPlayStation 5向けに配信されたアップデートにて、本体から直接ボイスチャンネルに参加できるようになった。
2024年10月、ロシアとトルコにて、テロや過激主義の使用、麻薬の販売、違法情報の掲載を防ぐことを目的としてDiscordへのアクセスがブロックされた。

## 機能
無料で利用することができ、基本的なチャット機能を一通り搭載している。MumbleなどのVoIPと同じOpusコーデックが採用されており、低遅延のボイスチャット機能など、ゲーム中に使用するような仕組みが用意されている。2016年12月にはGameBridge API（現: Discord GameSDK）を導入し、開発者がゲーム内にDiscordの機能を組み込めるようになった。Discordは、ゲーマーだけでなく、テレワークにおけるビデオ会議システムや、簡易的なIP電話としても活用されている。このような動きを受け、先述の通り2020年6月にブランディングイメージを変更している。

### サーバー
Discordのコミュニティは、「サーバー」と呼ばれるチャンネルの集合体で構成されている。フロントエンドではサーバーと呼ばれているが、開発者向けのドキュメントでは「ギルド」と呼ばれている。ユーザーは無料でサーバーを作成することができ、そのサーバーの招待URLを知っているユーザー（招待されたユーザー）がサーバーに参加することができる。サーバーには最大50万人のユーザーが参加することができるが、2万5千人を超えるユーザーが同時にオンラインになる場合、接続エラーを回避するために、サーバー管理者がDiscordに連絡してサーバースペースを確保する必要がある。1人のユーザーが参加できるサーバーの数は100サーバーまで（Discord Nitro加入者は200サーバーまで）。
サーバーでは「ロール（役職）」を作成してメンバーに割り当てることができ、ロールごとにロールの色や「サーバーの管理」、「メッセージの管理」といった権限を設定できる。
「Discord Server Boost」という各サーバーごとの特典機能が存在し、レベル毎に一定人数がブーストするごとにカスタム絵文字追加の上限の上昇、通話の音質向上、動くサーバーアイコン、カスタマイズされたサーバー背景、「Go Live」の品質向上などの特典が使用できる。
2020年、Discordは「コミュニティサーバー」と呼ばれる機能を追加した。サーバーに新規参加した際に表示される案内画面のカスタム、アナウンスチャンネル、サーバーインサイト、Discordのサーバー発見ページへの掲載（条件あり）などといった機能が含まれる。コミュニティサーバーを有効にするにはいくつかの条件があり、Discordのコミュニティガイドラインへの準拠や参加者のメール認証の必須化などがある。

### チャンネル
チャンネルはサーバー内に作成することができるもので、主に「テキストチャンネル」と「ボイスチャンネル」の2つがある。
テキストチャンネルではインスタントメッセージとファイル共有のいずれかを利用することができる。2000文字までのテキストが投稿でき、それを超えるテキストメッセージはテキストファイルとして送信される（Discord Nitro加入者は4000文字まで）。テキストチャットはMarkdown構文がサポートされている。2018年3月にはテキストチャンネルのチャンネル名に非ラテン文字が使用できるようになった。
ボイスチャンネルでは音声通話やビデオ通話、「Go Live」と呼ばれる画面共有機能を利用することができる。
2021年4月には「ステージチャンネル」と呼ばれる機能を追加した。これはClubhouseと同様の機能で、現実世界で行われる会議・集会のような、特定のユーザーが話し手となり、チャンネルに参加するユーザー（聞き手）に対して話しかけることができるものである。管理者は、話し手の追加・削除・ミュートなどを行うことで、誰が話をするのかを管理することができる。聞き手は挙手をしてステージに上がり、話し手となることもできる。
2021年7月には「スレッド」と呼ばれる機能を追加した。これは一定時間で自動で消滅するように設定できる一時的なテキストチャンネルで、サーバー内でのコミュニケーションを促進するためのものである。
2022年6月には「チャット」の機能がボイスチャンネル内に導入され、テキストチャンネルのようにボイスチャンネル内でテキストチャットを使用することができるようになった。
2022年9月には「フォーラム」と呼ばれる機能を追加した。これはチャンネルを占有することなく、的を絞った会話を可能にする機能で、ユーザーは、スレッドのように機能する複数の「ポスト」を作成し、掲示板のように情報を組織化することができる。

### ダイレクトメッセージ（個人チャット）
ダイレクトメッセージは2人または複数人のグループで行われる。テキストメッセージの送信、ファイルの共有、画面共有、音声通話などが可能である。複数人のグループで行う場合、最大10人をメッセージグループに含むことができる。

### ユーザープロフィール
Discordに登録するにはメールアドレスが必要で、登録する際にユーザー名を取得することになる。複数のユーザーが同じユーザー名を使用できるように、ユーザー名の末尾に「#」を前置きした「Discriminator」（「Discord Tag」とも）と呼ばれる4桁の数字が割り振られていたが、2023年5月3日に既存のユーザー名が複雑で分かりづらいことを理由に仕様変更が発表され、小文字の英字と数字およびピリオドとアンダースコアのみで構成されることとなった。既存のユーザー名は登録が古い順に順次変更を促される。この他に、各ユーザーには17,18,19桁のユーザー識別番号（UID）が割り当てられる（変更不可）。すべてのサーバーで共通に表示されるユーザー名の他、そのサーバーでのみ表示される「ニックネーム」を設定することができる。ただし、discord nitroに加入していればアイコンなども変更可能である。
Discordのアカウントには自身のSpotifyやXboxなどの外部プラットフォームのアカウントを連携することができ、聞いている曲を他ユーザーとシェアして一緒に聞いたりすることができる。
ユーザーはアカウントにプロフィール画像を設定することができる。Discord Nitro加入者はアニメーション画像(gif)を設定できる他、サーバごとにプロフィール画像を設定することができる。
2021年6月にはプロフィールのカスタムできる項目が増えた。ユーザーは自身のプロフィールに短い自己紹介文を掲載することができ、既存のプロフィール画像の他にバナーに表示される色（プロフィールカラー）を設定できるようになった。Discord Nitro加入者はバナー画像が設定できる。
2023年11月30日にアプリ内ショップが解放され、アニメーション付きのデコレーションを購入しプロフィールやプロフィール画像に設定できるようになった。Discord Nitro加入者には購入時に割引が適用される。

#### プロフィールバッジ
Discordユーザーのプロフィールにバッジと呼ばれるアイコンが表示されていることがある。バッジはサブスクリプションやサーバーブースト、HypeSquadテストの完了、レガシーユーザー名の表示設定、バグの発見を公式サーバーで報告するなどの方法で入手することができる。2024年5月現在、レガシーユーザー名の表示設定以外のバッジ以外は非表示にすることができない。

### ビデオ通話と画面共有
2017年10月にビデオ通話と画面共有の機能が追加され、ユーザーはダイレクトメッセージ経由で最大10人のビデオ通話ができるようになった。無料ユーザーは720p/30fpsまでの画質が利用でき、nitroに加入していれば4K/60fpsという高画質で高速な画面共有が可能。

## サブスクリプションサービス
2017年1月、サブスクリプションサービス「Discord Nitro」がリリースされた。加入者はプロフィール画像にアニメーション画像を利用できるようになったり、アニメーション絵文字の利用、すべてのサーバーでのカスタム絵文字（サーバー独自の絵文字）の利用などができるようになる（Discord Nitroに加入していないユーザーは、そのカスタム絵文字が追加されたサーバーでのみカスタム絵文字を使用できる）。他には、ファイルアップロード時のファイルサイズ上限の拡大（25MBから50MB）、より高い解像度での画面共有、Discriminator（Discord Tag）のカスタムなどの機能がある。
2018年10月、既存の「Discord Nitro」は、新しい「Discord Nitro」の導入により、「Discord Nitro Classic」に名称が変更された。
2022年10月、新たに月額350円の「Nitro Basic」が追加された。これにより、「Nitro Classic」の新規契約が停止された。

### ゲーム販売
2018年10月にゲームストアの試験版が全世界に公開され、同時にDiscord Nitroの加入者向けにPCゲームの無料配信も開始された。当初はDiscord側が選択したゲームのみを販売していたが、2019年からは一般の開発者もゲームを販売できるようになった。売上の9割が開発者の取り分となり、Discordは残りの1割を受け取る。
2019年10月15日をもってDiscord Nitro加入者へのゲームの配信を終了することが発表された。加入者の大多数は提供されたゲームを遊んでいなかったという。またゲームストアは2019年3月より段階的に縮小されており、アクセス不能になった。

## 犯罪利用問題
Discordにおける児童虐待や動物虐待、性暴力や人種差別などインターネットで禁止されている動画のやり取りの場となっていることが問題になっている。利用者は未成年者が多いことで未成年の性被害が相次いでいる。2023年にブラジルでは未成年強姦や脅迫、児童ポルノ共有による逮捕者が相次いでいる。リオ州市警やサンパウロ市市警によって、Discord内で未成年へ性加害行為、自傷行為強制、動物殺傷強制をさせていたグループなどが摘発されている。また、2023年4月アメリカ政府の機密情報を流出させたとして、州兵一名が逮捕された。
またいじめ問題により、トルコでは使用禁止となった。